# La Caja de Pandora (banda)
La Caja de Pandora (LCDP) es un grupo de pop rock español. Se considera uno de los mayores grupos revelación en su género en España, superando el disco de oro.
A pesar del gran éxito de su primer álbum, la poca promoción del grupo sumada a la quiebra de su anterior discográfica, han hecho que los dos consiguientes discos no tengan tanta suerte como el primero. Aun así, recorrieron toda España en diversas giras, habiendo dejado una marca en su panorama musical.

## Origen
Salva Contreras empezó con la guitarra eléctrica en los años 80, hasta que años más tarde, se cruzó con un amigo que tenía un amigo en común, Toni Ramos. Ambos, más el hermano pequeño de Toni, Óscar, crearon la banda llamada "Goma Milán", (posteriormente "Nada que ver"), con la que hicieron varios conciertos con cierto reconocimiento, pero finalmente, tras la llamada al ejército de Toni, el grupo se disolvió.
Salva coincidió con Salva González y volvieron a crear una nueva banda sin éxito, "Blade Dylon"
Juan Valverde, a los 15 años, estuvo, junto a su hermano mayor, en un grupo de rap llamado "Black Zone", y tras su disolución, dejó de cantar.
Su hermano, Alexis, pasaba el tiempo tocando el teclado en fiestas y en la radio.
Sin embargo, Paco pudo aprender música, estudiando guitarra y bajo, y llegando a estar en diversos grupos, además de enseñar música.
Finalmente, Salva C. escuchó cantar a Juan y decidieron llamar a Toni y a Alexis, a los que se sumaron Salva G. y Paco, formando así, La Caja de Pandora.
A finales del año 2009 Alexis y Juan Valverde decidieron abandonar la banda.
En octubre de 2017 anunciaron el regreso de la banda con los seis integrantes originales y unos conciertos de presentación en Barcelona y Madrid para febrero de 2018.
El 8 de octubre de 2020 regresan con un nuevo single, "Pregúntale a mi suerte". Inician nueva etapa sin Alexis Valverde y con la entrada de Ignasi Cuadras a los teclados.

## Miembros
- Juan Valverde 'Juanolo' - voz solista
- Paco Zárate 'Pac' - bajo, guitarra y coros
- Toni Ramos - guitarras y coros
- Salva Contreras 'Salva-guita' - guitarra
- Salva González 'Salva-taca' - percusión y batería
- Alexis Valverde - armónica, acordeón y teclado.

## Discografía

### Álbumes
- A nuestra vida otro sentío (2001), (Tempo Music). Álbum debut con éxito a nivel nacional y que superó el Disco de Oro, llegando al Disco de Platino.

Canciones:
1. "Barrio"
2. "Mañana pasarán los barrenderos"
3. "Una de cal y una de arena"
4. "Cuéntame"
5. "A nuestra vida otro sentío"
6. "No me preguntes dónde voy"
7. "Te esperaré"
8. "Ciudad desierta"
9. "Celos"
10. "Incierta sociedad"

- Vencidos por el Tiempo (2003), (Tempo Music). Segundo disco, que sufrió la quiebra de la discográfica la que provocó una promoción casi nula y la posibilidad de disolución del grupo.

Canciones:
1. "¿Cómo te ha ido?"
2. "Vencidos por el tiempo"
3. "Como el pez"
4. "Al olor de nuestro incienso"
5. "Sombras del pasado"
6. "¿Quién necesita que yo le escriba?"
7. "No sé lo que me das"
8. "Dime al menos"
9. "A tu lado"
10. "Entre el vendaval"
11. "Más cerca del sol"
12. "Piérdete"
13. "Isla de Palma" (instrumental)

- Acuérdate bien de mi cara (2006), Vale Music. Después de superar el bache y de 3 años de silencio, la banda se arriesgó y sacó este disco que volvió a darles éxito, aunque las ventas no superaron a las del primero.

Canciones:
1. "Acuérdate bien de mi cara"
2. "¿Dónde te escondes?"
3. "Granada"
4. "El cielo en dos"
5. "Peinas el aire"
6. "Mujer de ojos caídos"
7. "Vivir mucho más"
8. "Y si al final no estás"
9. "Es tu alma"
10. "Lo quiero saber"
11. "Acudo a las estrellas"
12. "Por hacerte sonreír"
13. "Me niego a seguir"
14. "Avísame"

- No perder el norte (2008), Vale Music

Canciones:
1. "El jardín de los idiotas"
2. "No perder el norte"
3. "Retazos"
4. "Sin miedo"
5. "Cuando despierto"
6. "Más allá de ti"
7. "7 de marzo"
8. "Camaleónico amante"
9. "Telarañas en el corazón"
10. "Niña de las tormentas"
11. "A dónde iremos a parar"
12. "Hoy es el día"

- El tren de tu vida (2010)

Canciones:
1. "Pá luego es tarde"
2. "Mil razones"
3. "No quiero perderme"
4. "Luces en la oscuridad"
5. "Abrirme a ti"
6. "Destino"
7. "El tren de tu vida"
8. "Plantado aquí"
9. "A solas"
10. "Tiempo voraz"
11. "En busca del mar"
12. "Cerca de mí"
13. "Puerto Rosario"
14. "No me abandones"

### Sencillos
- "No me preguntes dónde voy" (A nuestra vida otro sentío)
- "Una de cal y una de arena"
- "Barrio"
- "Ciudad desierta"
- "A nuestra vida otro sentido"
- "Como el pez" (Vencidos por el tiempo)
- "¿Cómo te ha ido?"
- "Acuérdate bien de mi cara" (Acuérdate bien de mi cara)
- "¿Dónde te escondes?"
- "El jardín de los idiotas" (No perder el norte)
- "Pá luego es tarde" (El tren de tu vida)
- "Pregúntale a mi suerte"